# Sligo (Pensilvania)
Sligo es un borough ubicado en el condado de Clarion en el estado estadounidense de Pensilvania. En el año 2000 tenía una población de 728 habitantes y una densidad poblacional de 196 personas por km².

## Geografía
Sligo se encuentra ubicado en las coordenadas 41°6′28″N 79°29′36″O / 41.10778, -79.49333.

## Demografía
Según la Oficina del Censo en 2000 los ingresos medios por hogar en la localidad eran de $30,417 y los ingresos medios por familia eran $35,500. Los hombres tenían unos ingresos medios de $26,429 frente a los $21,250 para las mujeres. La renta per cápita para la localidad era de $13,807. Alrededor del 17.1% de la población estaba por debajo del umbral de pobreza.